# Musztafa
A Musztafa arab eredetű férfinév (eredetileg مصطفى – Muṣṭafā), jelentése: választott, kiválasztott. Eredetileg Mohamed próféta – muszlim felfogás szerint Isten választottja a prófétaságra – egyik jelzője volt, ebből önállósodott névvé.

## Névnap
- Február 16.

## Híres Musztafák
- II. Musztafa oszmán szultán
- Köprülü Musztafa oszmán nagyvezír
- Mustafa Kemal Atatürk, a Török Köztársaság első elnöke
- Mustafa Sandal török popénekes
- Musztafa Barzáni iraki kurd vezető
- Musztafa R. dubai olajsejk